# Astrid Fugellie
Astrid Fugellie Gezan (Punta Arenas, 2 gennaio 1949) è una scrittrice, insegnante e conduttrice radiofonica cilena.

## Biografia
Ha studiato per essere una insegnante di scuola presso l'Università del Cile e ha lavorato come insegnante di scuola a Santiago.
È la fondatrice della Casa della Cultura a Punta Arenas e della rivista El Corchete, e anche una conduttrice radiofonica di diversi programmi.

## Pubblicazioni
- 1966 Poemas
- 1969 Siete poemas
- 1975 Una casa en la lluvia
- 1982 Quién es quién en las letras chilenas
- 1984 Las jornadas del silencio
- 1986 Travesías
- 1987 Chile enlutado
- 1987 A manos del año
- 1988 Los círculos
- 1991 Dioses del sueño
- 1999 Llaves para una maga
- 2003 De ánimas y mandas, animitas chilenas desde el subsuelo
- 2005 La tierra de los arlequines, ese arco que se forma después de la lluvia
- 2005 La generación de las palomas[1]

## Premi
- 1988: Premio della Accademia Cilena de la Lengua, por Los círculos;[1]
- Concorso letterale Rostro de Chile;
- Diploma d'onore nel concorso letterario La Prensa Austral.